# Josip Buljević
Josip Buljević (Split, 2. travnja 1971.), hrvatski diplomat i političar, ministar obrane Republike Hrvatske u Vladi Tihomira Oreškovića.

## Životopis
Rođen je u 1971. godine u Splitu, gdje je završio osnovnu i srednju školu. 
Pomoćnikom ravnatelja za operacije Protuobavještajne agencije imenovan je 2004., a od 2006. do 2008. godine obnašao je dužnost pomoćnika ravnatelja za operacije Sigurnosno – obavještajne agencije. Godine 2013. je imenovan generalnim konzulom Republike Hrvatske u Los Angelesu, a od veljače 2015. do siječnja 2016. je bio savjetnik za obranu i nacionalnu sigurnost u Uredu predsjednice RH te savjetnik predsjednice RH o svim pitanjima vezanim za obranu i nacionalnu sigurnost Republike Hrvatske.

## Odlikovanja
| država   | odlikovanje                 | vrpca |
| -------- | --------------------------- | ----- |
| Hrvatska | Medalja Ljeto '95           |       |
| Hrvatska | Medalja Oluja               |       |
| Hrvatska | Medalja za iznimne pothvate |       |